# 圣阿尔努
圣阿尔努（法語：Saint-Arnoult，法語發音：[sɛ̃.t‿aʁnu] ⓘ）是法国滨海塞纳省的一个市镇，属于鲁昂区。

## 地理
圣阿尔努（49°31'44"N, 0°40'4"E）面积13.86 平方千米，位于法国诺曼底大区滨海塞纳省，该省份为法国北部沿海省份，其西部及北部濒大西洋英吉利海峡，东起顺时针与索姆省、瓦兹省、厄尔省和卡爾瓦多斯省接壤。
与圣阿尔努接壤的市镇（或旧市镇、城区）包括：里沃昂塞纳、格朗康、莫莱夫里耶-圣热特吕德、圣吉勒德克雷托、圣尼古拉德拉艾。

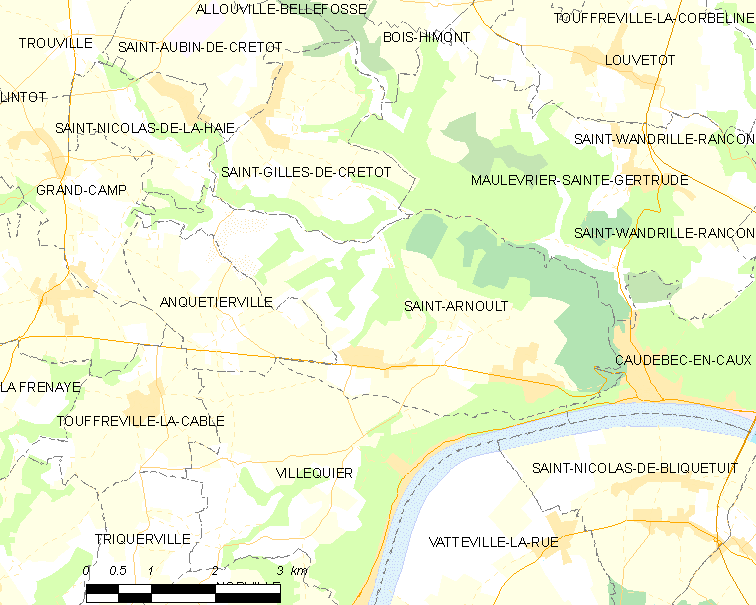
圣阿尔努的OSM定位图

圣阿尔努的时区为UTC+01:00、UTC+02:00（夏令时）。

## 行政
圣阿尔努的邮政编码为76490，INSEE市镇编码为76557。

## 政治
圣阿尔努所属的省级选区为塞纳河畔热罗姆港县。

## 人口

1962-2008年间圣阿尔努人口变化图示

圣阿尔努于2022年1月1日时的人口数量为1459人。